# 2025年世界运动会皮划艇比赛
2025年世界运动会皮划艇比赛是2025年世界运动会的一个项目，本届皮划艇比赛共设置皮划艇马拉松、龙舟和皮艇球三个分项，其中龙舟是首次成为世界运动会的比赛项目。
皮划艇马拉松和龙舟比赛于2025年8月9-10日在成都市天府新区的兴隆湖上举行，皮划艇马拉松分别设置男子和女子单人皮艇长距离以及男子和女子皮艇短距离共4个项目，龙舟所有项目都为男女混合赛事，共设置6枚金牌。皮艇球于2025年8月13-16日在简阳市简阳文体中心举行，分别设置男子组和女子组2个项目。

## 资格来源

### 皮划艇马拉松
本届世界运动会皮划艇马拉松共有40名选手参赛，除了主办国外其余38名运动员的资格都来源于2024年世界皮划艇马拉松锦标赛。

### 皮艇球
参加皮艇球的共16支队伍（男子和女子各8支），均通过2024年世界皮艇球锦标赛获得参赛资格。

### 龙舟
参加皮艇球的共12支队伍，除了东道主之外，2个名额来自2024年龙舟世界杯（印度尼西亚和泰国），其余9个均通过2024年世界龙舟锦标赛获得参赛资格（柬埔寨、中华台北、捷克、匈牙利、缅甸、菲律宾、韩国、西班牙和乌克兰）。

## 奖牌榜
*   主办国家/地区（中国）
| 排名                     | 国家 / 地区              | 金牌 | 銀牌 | 銅牌 | 总计 |
| ------------------------ | ------------------------ | ---- | ---- | ---- | ---- |
| 1                        | 中国*                    | 0    | 0    | 0    | 0    |
| 总计（共1个国家 / 地区） | 总计（共1个国家 / 地区） | 0    | 0    | 0    | 0    |

## 奖牌得主

### 皮划艇马拉松
| 项目               | 金牌                        | 银牌                          | 铜牌                           |
| 男子单人皮艇短距离 | 麦斯·佩德森 · 丹麦（DEN）   | Hamish Lovemore · 南非（RSA） | 荷西·拉马略 · 葡萄牙（POR）    |
| 女子单人皮艇短距离 | 梅琳娜·安德森 · 瑞典（SWE） | Vanda Kiszli · 匈牙利（HUN）  | Susanna Cicali · 意大利（ITA） |
| 男子单人皮艇长距离 | 麦斯·佩德森 · 丹麦（DEN）   | Hamish Lovemore · 南非（RSA） | 荷西·拉马略 · 葡萄牙（POR）    |
| 女子单人皮艇长距离 | 梅琳娜·安德森 · 瑞典（SWE） | Vanda Kiszli · 匈牙利（HUN）  | Pernille Hostrup · 丹麦（DEN） |

### 皮艇球
| 项目 | 金牌        | 银牌          | 铜牌        |
| 男子 | 德国（GER） | 意大利（ITA） | 英国（GBR） |
| 女子 | 德国（GER） | 新西兰（NZL） | 荷兰（NED） |

### 龙舟
| 项目               | 金牌              | 银牌              | 铜牌            |
| 10人座混合组200米  | 泰国（THA）       | 中国（CHN）       | 乌克兰（UKR）   |
| 10人座混合组500米  | 印度尼西亚（INA） | 乌克兰（UKR）     | 泰国（THA）     |
| 10人座混合组2000米 | 乌克兰（UKR）     | 印度尼西亚（INA） | 西班牙（ESP）   |
| 8人座公开组200米   | 印度尼西亚（INA） | 泰国（THA）       | 中华台北（TPE） |
| 8人座公开组500米   | 乌克兰（UKR）     | 印度尼西亚（INA） | 泰国（THA）     |
| 8人座公开组2000米  | 印度尼西亚（INA） | 中国（CHN）       | 西班牙（ESP）   |